# ديو حليمة (برنامج)
حليمة بارك، برنامج ترفيهي، من تقديم الإعلامية حليمة بولند يسضيف في كل حلقة 3 ضيوف من مشاهير الخليج العربي، عرض البرنامج لأول مرة في شهر يناير 2016.

## ضيوف الحلقات
| رقم الحلقة | الضيوف                    | تاريخ العرض | قناة العرض                |
| ---------- | ------------------------- | ----------- | ------------------------- |
| 1          | عبدالله بالخير وداود حسين | غير معروف   | قناة الراي وروتانا خليجية |
| 2          | طارق العلى ومحمد نور      | غير معروف   | قناة الراي وروتانا خليجية |
| 3          | غير معروف                 | غير معروف   | غير معروف                 |
| 4          | غير معروف                 | غير معروف   | غير معروف                 |
| 5          | غير معروف                 | غير معروف   | غير معروف                 |
| 6          | غير معروف                 | غير معروف   | غير معروف                 |